# Паркур – начин на живот
Паркур – начин на живот е български документален филм от 2007 г. за физическата дисциплина паркур.

## Данни
- Продължителност 27 минути
- режисьор и продуцент – Андрей Хадживасилев
- главен оператор – Цветан Атанасов
- оператори – Андрей Хадживасилев, Доби Николов, Иван Николов
- монтаж и режисура по монтажа – Доби Николов
- музика – Йосиф Зашев – Klopatios, Мартин Табияшки – Cabal Co.
- задкадров глас – Мартин Табияшки
- фотограф – Деян Пепелджийски
- постер дизайн – Тома Генов